# Робинзон Крузо (фильм, 1902)
«Робинзон Крузо» (фр. Les Aventures de Robinson Crusoé, 1902) — французский немой короткометражный художественный фильм Жоржа Мельеса.

## Сюжет
Фильм состоял из 25 картин. Вот некоторые из них: кораблекрушение, постройка хижины, встреча с дикарями, спасение Пятницы, постройка лодки, землетрясение, спасение и отъезд на корабле, бунт на борту и возвращение в Саутгемптон.

До наших дней сохранились отрывки общей продолжительностью около минуты.

## Художественные особенности
Мельес писал в предисловии к сценарию, что при создании фильма он стремился передать события с величайшим реализмом, однако чтобы изобразить грозу, он снимает пальмы, написанные на холсте и освещенные молниями, полученными от электрической дуги.